# Чанкая
Ча́нкая (тур. Çankaya) — район Анкары, место расположения правительственных учреждений и иностранных посольств, культурный и финансовый центр города.

## История
Чанкая стала центральным районом после провозглашения Анкары столицей в 1923 году, 15 июня 1936 года получила статус округа. В этот же день к ней были присоединены подрайоны Эльмадаг и Гёльбаши.

## Общие сведения
Самый большой район города, состоящий из 124 кварталов, относится к наиболее населённым частям Турции. В дневное время количество находящихся в районе людей достигает 2 млн. По площади — второй район Анкары и четвёртый наиболее крупный район Турции.
Климат умеренный, зима холодная. Среднегодовая температура составляет 11,5°С. Среднегодовое количество осадков — 404,5 мм.

## Образование
В районе действуют более 100 средних школ и 13 университетов. Более 100 000 студентов получают высшее образование в десяти университетах района Чанкая. В списке 1000 лучших университетов мира один из двух университетов Турции находится в Чанкая.

###### Список университетов Чанкая
Университет Анкары, Университет Гази, Университет Хаджеттепе, Ближневосточный технический университет, Университет Билкент, Университет Чанкая, Университет экономики и технологий TOBB, Университет Уфук, Университет TED, а также военная академия.

## Культура

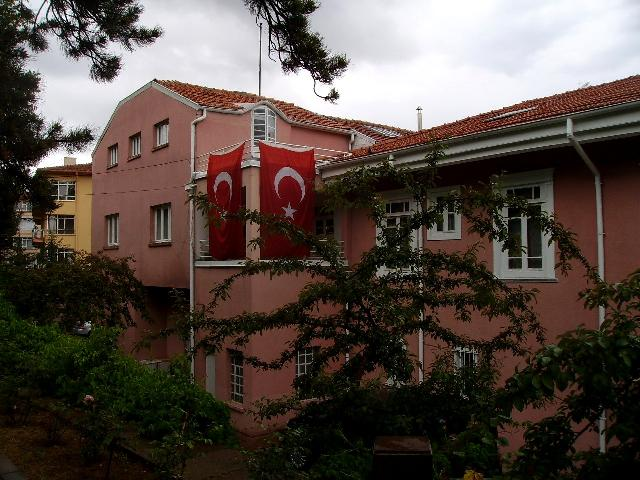
Дом Исмета Инёню

### Музеи
Дом Исмета Иненю, место, где 2-й Президент Турции жил в течение 48 лет (1925—1973) до своей смерти.
Музей науки и технологий METU, расположенный на территории Ближневосточного технического университета. Цель выставки — показать развитие технологий Анатолии, начиная с 7000 г. до н.э, а также показать современные технологические достижения.

В Музее образования, расположенном в районе Бешевлер, есть архив Ататюрка, библиотека, выставочные залы, связанные с историей турецкого образования. 

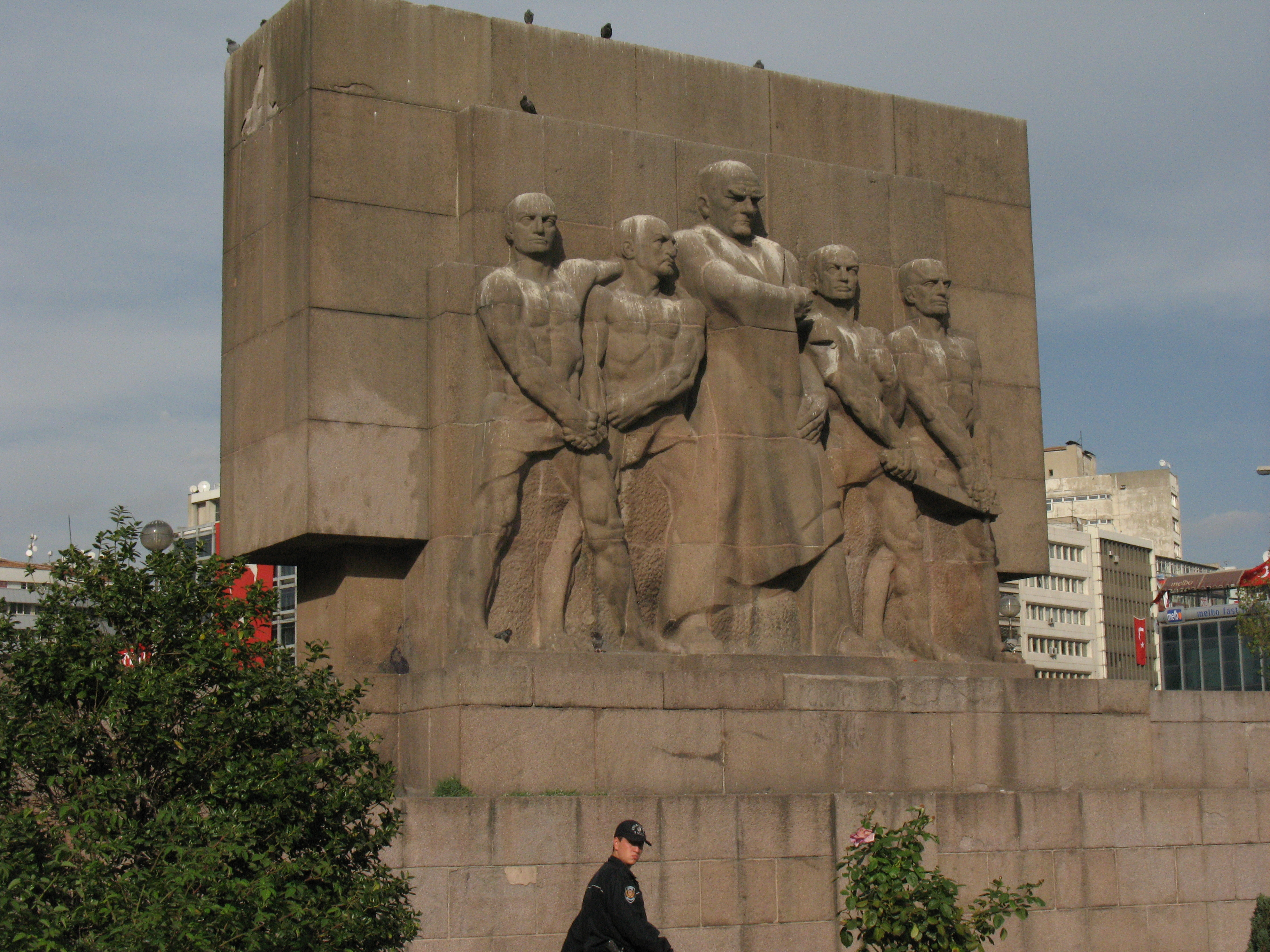
Памятник Гювенпарк

В Музее естественной истории выставлены минералы и образцы камней, найденные в ходе геологических исследований, проводившихся с момента создания Главного управления по исследованию полезных ископаемых.
Музей жандармерии, который расположен на территории Учебного командования.
Также в районе находятся Музей живописи и скульптуры, Музей нематериального культурного наследия Университета Гази и Музей игрушек в Университете Анкары.

### Праздники
Район является центром культурных мероприятий, проводимых в Анкаре, многие из которых стали традициями. Одной из важных организаций в области кино является Международный кинофестиваль в Анкаре. Он проводится с 1998 года, включает в себя конкурсы документального, художественного и короткометражного кино. 

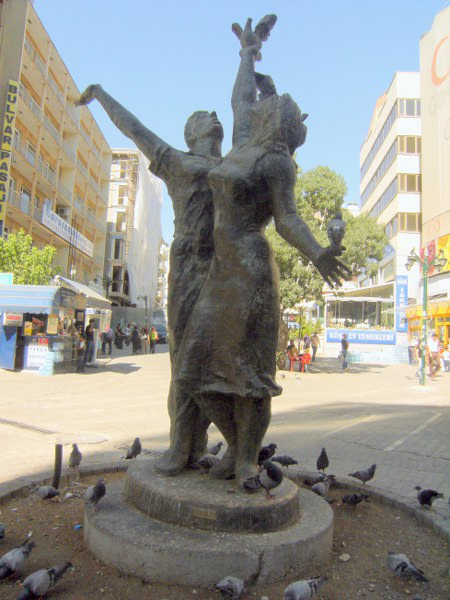
Статуя Мира

Международный театральный фестиваль Анкары, организуемый Фондом социальных исследований, культуры и искусства, проводится с 1996 года. С 1983 года в Чанкая проводится Анкарский международный музыкальный фестиваль, а с 1996 года — джазовый фестиваль.

### Памятники
В Чанкая есть множество исторических и современных памятников. Наиболее важным из них является Монумент безопасности в Гювенпарке, который находится на площади Кызылай, построен в 1935 году. Есть множество статуй, особенно на улицах Сакарья и Юксель около Кызылая. Главная из них — Статуя Мира. Мраморный памятник архитектору Синану расположен перед зданием Университета Анкары.

### Архитектура

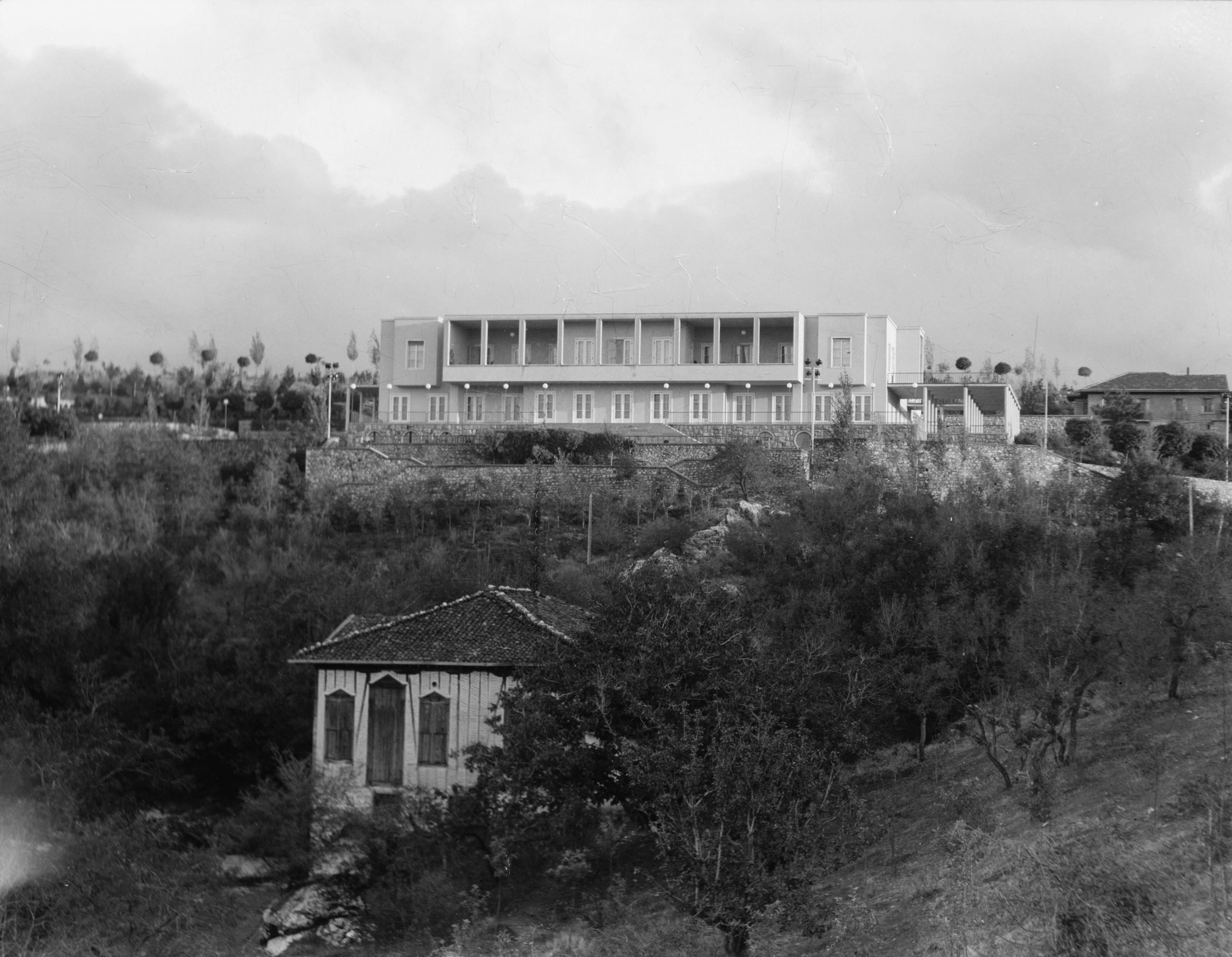
Резиденция президента, 1935

Здания в районе строились в османском стиле, также здесь расположены здания современной архитектуры.
В Чанкая с 1970-х годов были построены башня Атакуле, мечеть Коджатепе и хеттская эмблема «Солнечный диск», которые являются символами Анкары.
На территории района расположены министерства, штаб-квартиры турецких офисов ООН, ЕС, ЮНЕСКО и Национальной библиотеки Турции.

#### Резиденция президента в Чанкая
Особняк, в котором с 1924 по 2014 годы проживали президенты Турции. Сейчас здание используется правительством Турции. Расположенный на высоком холме особняк был построен армянским купцом Касабяном в последней четверти XIX века. Впоследствии он был куплен семьёй Булгурзаделер, одной из богатых в городе. Усилиями муфтия Анкары были собраны средства для последующей передачи здания Мустафе Кемалю Ататюрку.

## Достопримечательности
- Атакуле
- Дворец Чанкая
- Pembe Köşk[англ.]
- Дикмен (парк)